# ストロベリーシェイクSweet
『ストロベリーシェイクSweet』（ストロベリーシェイクスイート）は、林家志弦による漫画作品。

## 概要
芸能界を舞台にした少女たちの「恋」の物語だが、性描写はほとんど無く、嫉妬の描写も修羅場には至らず精神的な世界でとどめて、むしろそれを笑いの方向へ持って行く。また、樹里亜と蘭の世界を邪魔する者もほとんど存在せず、平和裏のうちに物語は進む。基本的にはコメディー漫画であり、レズビアンという形の「恋」の初心者が不器用にそしてヤミクモに進んでいく様がデフォルメされ、一種のラブコメになっている。
『百合姉妹』Vol.1からVol.5まで「ストロベリーシェイク」の名前で連載され、その後、『百合姉妹』の休刊に伴って、新たに創刊された『コミック百合姫』（一迅社）に連載の場を移し（その際、題名も現在の名前に改められた）、Vol.14まで連載された。単行本は全2巻。
その後集英社から元の「ストロベリーシェイク」に題名を戻して新装版全1巻が発売されている。

## あらすじ
芸能プロダクション（株）上海芸能所属タレント橘樹里亜は、新人タレント浅川蘭の新人教育を社長から依頼されるが、樹里亜は蘭に一目ぼれしてしまう。蘭の可愛い仕草に悩殺されながら悶々とした日々を送る樹里亜。蘭は樹里亜を先輩として尊敬しながらも、樹里亜の気持ちにはまるで気が付かない。そこに、同様な嗜好を持った、同事務所タレント榎本春菜・同事務所社員の須藤めぐむ・美容院店長の新城薫・ビジュアル系バンドZLAY等が登場しレズビアンだらけの世界を作る。

## 登場人物

### 上海芸能
橘 樹里亜（たちばな じゅりあ）
上海芸能所属のタレント。初登場時16歳。幼い時に両親を亡くし、祖父母に育てられた。現在は一人暮らし。身長154センチメートル。芯の強いしっかりした少女で、仕事にプライドを持っている。後輩タレントの浅川蘭を心から慕っているが、気持ちを打ち明けられず、悶々としていた。しかし、その後、両想いであることが判明。蘭が自分の前から姿を消した後も蘭の行方を追い求め、ついに居場所を突き止める。その後は蘭と同棲しているが、一線を越えられずに未だに悶々としている。
当初は蘭の中性的な外見に一目惚れしただけだったが、次第に孤独な彼女の良き理解者となっていった。鳳が蘭を冒涜するようなセリフを吐いた時には、自らの芸能生命を犠牲にすることを覚悟した上で、鳳に食ってかかっている。
浅川蘭（あさかわ らん）
上海芸能所属のタレント。初登場時16歳。出自は不明（実は大物女優・鳳静香の隠し子なのだが、母親に迷惑をかけないために誰にも明かさなかった）。身長176センチメートルと長身で、ボーイッシュな外見。プロポーションの良さから、モデルとしてブレイクしつつある。セリーヌ・ディオン並みの歌唱力も持つ。仕事に厳しい樹里亜を尊敬しているが、尊敬の念は次第に恋愛感情に変わっていった。世良の指摘で自分の想いに気付き、樹里亜と両想いになる。さらにZLAYのライブに出演した際、類まれなる容姿が話題となり、芸能人としても成功しつつあった矢先、スキャンダルを恐れた鳳の命令で樹里亜の前から姿を消し、両親から邪険にされながら一人でひっそりと暮らしていた。しかし、樹里亜に発見され、芸能界に呼び戻された。その後はモデルの仕事を再開する一方で、樹里亜と同棲を始めた。現在は樹里亜となかなか一線を越えられず、悶々とした日々を送っている。
冴木涼子（さえき りょうこ）
樹里亜のマネージャー。初登場時27歳。樹里亜の蘭に対する恋愛感情に気が付き、スキャンダルになるのを恐れて、外部に漏れないように気を使っている。蘭を想って悶々とする樹里亜に突っ込みをよく入れていたが、樹里亜と蘭のバカップルぶりに辟易して最後には突っ込みを入れずに放置するようになった。この作品の女性キャラの中では珍しく、同性に対して恋愛感情を抱かない。実は、樹里亜の蘭への気持ちを気付かせたのはこの人。
また義侠心があり、鳳が自分の娘の蘭を冒涜するようなセリフを吐いた時には、樹里亜に不利になることを分かった上で、樹里亜に対して鳳に暴力を振るうことを許可した。
榎本春菜（えのもと はるな）
上海芸能所属のタレント。初登場時15歳。樹里亜とは同期。新城薫を慕っていて、薫に近づく者には敵意をあらわにする。分かりやすい反応から恋心を薫に察知され、からかわれている。
須藤めぐむ（すどう めぐむ）
上海芸能社員。冴木の後輩。初登場時25歳。他のキャラと同じように、同性好きで、冴木に対して恋愛感情を抱いている。
渡蟹上海（わたりがに シャンハイ）
上海芸能社長。タレントの才能を見抜く能力に優れ、芸能界では一目置かれているが、樹里亜からは軽く扱われている。

### ZLAY（ズレイ）
女性4人からなる女好きを公言するヴィジュアル系バンド。メンバーのうち2人は薫を「食った」ことがあるらしい。女性から圧倒的支持を受ける。サラマンダークイーン・プロモーション所属。『はやて×ブレード2』第2巻巻末の描き下ろしおまけにゲスト登場している。
リョウ
ボーカル。中性的な容姿のため人気は絶大で、一時7万5000人のストーカー（ファン）が自宅に押し寄せたこともある。基本的には音痴。なんでも思ったことをズバズバ言う性格だが、ベースのレキには頭が上がらない。また、樹里亜達に対して歌で突っ込みを入れることもしばしば。
レキ
ベース担当。メンバーの中では一番女の子らしい外見をしている。一見大人しそうだが毒舌家で、リョウを尻に敷いている。
サイ
ギター担当。リョウと同じように中性的な顔立ちをしている。同じギター担当のリツと付き合っているらしい。薫の美容室に来た時に彼女の胸をリツと共に掴んでいる事から、薫を「食った」のは彼女達の模様。
リツ
ギター担当。眼鏡をかけ、知性的な顔立ちをしている。作曲も担当している。

### その他
新城薫（しんじょう かおる）
美容院「ピカレスク」店長。同性との恋愛経験が豊富。春菜と付き合っているが、かつてクラスメイトだった冴木にも興味を持ち、押し倒そうとしたことがある。しかし、その時は冴木から袋叩きにされた。それでもなお、冴木を諦め切れていない様子。
世良睦月（せら むつき）
フリーカメラマン。初登場時23歳。モデルの相馬れなと組んで仕事をしていたが、ある仕事でれながモデルになることを拒否したため、代わって蘭をモデルにする。蘭を追いかけ回して、蘭や樹里亜から、ストーカーに間違われたことがある。蘭に指摘され、れなへの想いを自覚する。その後、れなと両想いであることが判明し、同棲を始めた。れなとは一線を越えたが、積極的なれなに振り回されている模様。
相馬れな（そうま れな）
モデル。世良と組んで仕事をしてきたが、世良が自分に代わって蘭をモデルに写真を撮って成功したことに嫉妬する。実は世良を慕っており、世良がれなへの想いを自覚した後は両想いとなり、同棲するようになった。世良との同棲生活においては主導権を握っている模様。
ジェーン火蜥蜴（-ひとかげ）
サラマンダークイーン・プロモーションを創立10年で業界最大手に育て上げた、やり手の女社長。同性愛者で、「女は押し倒し、男は張り倒す」をモットーにしている。蘭を気に入り、鳳の妨害をはねのけて蘭を売り出そうとする。蘭の失踪後はあらゆる手段を駆使して蘭の居場所を突き止めた。その際、3人の男を張り倒し、鳳のマネージャーを含む5人の女性を手篭めにしている。
名前は連載時には設定されていなかったが、新装版巻末描き下ろしエピソードで明らかになった。
鳳静香（おおとり しずか）
大物女優。海外留学中に現地の男性と蘭をもうけたが、そのことを秘密にし、蘭の人気がブレイクしそうになると圧力をかけて蘭が有名になるのを阻止しようとした。蘭が業界最大手のサラマンダークイーン・プロモーションの社長に気に入られると、蘭に命じて、樹里亜達の前から姿を消させた。
蘭に対して母親としての愛情は微塵も持っておらず、樹里亜が蘭を取り返しに来た時も、蘭を冒涜するようなセリフを吐いたため、怒った樹里亜に痕が残らないように関節技をかけられた。自分にも弱みがあったため、樹里亜に復讐することが出来ず、さらに蘭が芸能活動を再開しても黙認している。
黒鉄はやて（くろがね はやて）
新装版巻末描き下ろしエピソードで『はやて×ブレード2』からゲスト登場。アイドルを志望しサラマンダークイーン・プロモーションの門を叩く。天地学園からJCを摘んでこいと命じられたリョウに勝手についてきた。JCに見えない豆ダヌキぶりにリョウをジェーン火蜥蜴が叱責する様子に泣き出す。その泣き顔にジェーンは新たな何かに目覚めた。

## 書誌情報
- 『ストロベリーシェイクSweet』 一迅社〈百合姫コミックス〉、全2巻
  1. 2006年2月1日初版発行（2006年1月18日発売）、ISBN 4-7580-7000-8
  2. 2009年2月1日初版発行（2009年1月17日発売）、ISBN 978-4-7580-7040-9
- 『ストロベリーシェイク』新装版 集英社〈ヤングジャンプコミックス〉、全1巻
  1. 2015年5月15日発売 ISBN 978-4088902043